# Oggetti non stellari nella costellazione della Bilancia
Principali oggetti non stellari presenti nella costellazione della Bilancia.

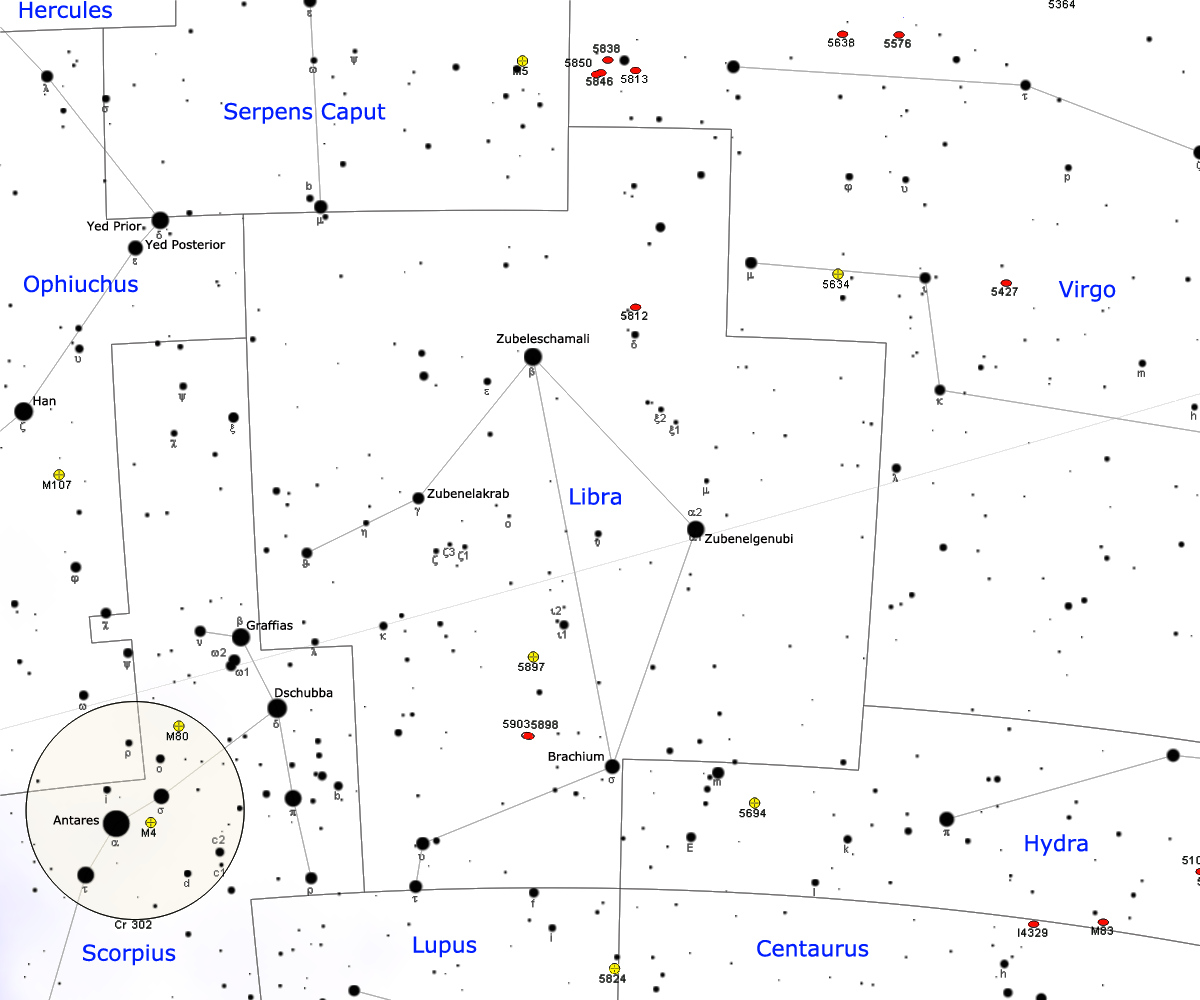
Mappa della costellazione della Bilancia.

## Ammassi globulari
- NGC 5897

## Galassie
- LEDA 52270
- NGC 5812
- NGC 5898
- NGC 5903